# The Best FIFA Football Awards 2016
Les The Best FIFA Football Awards 2016 ont eu lieu le 9 janvier 2017 à Zurich, en Suisse. Les Prix The Best sont des reconnaissances annuelles décernées par la FIFA à plusieurs personnes dans différentes catégories, y compris : le meilleur onze de l'année, connu comme FIFA FIFPro World XI (prix de gardien de but, les défenseurs, les milieux de terrain, les attaquants), pour les hommes et pour les femmes, la meilleure joueuse de l'année, meilleur joueur masculin de l'année, et le meilleur but de l'année (connu sous le nom Prix Puskás de la FIFA). Le Prix du Fair Play de la FIFA est le seul prix qui va généralement à des groupes ou à des entités plutôt qu'à des personnes.
Les critères de sélection pour les (hommes et femmes) sont : la performance sportive, ainsi que la conduite sur et hors du terrain du 20 novembre 2015 au 22 novembre 2016. Les critères de sélection pour les entraîneurs de l'année ont été : la performance et le comportement général de leur équipe sur et en dehors du terrain depuis le 20 novembre 2015 au 22 novembre 2016.
Les votes ont été décidés par les représentants des médias, les entraîneurs des équipes nationales et des capitaines d'équipes nationales. En octobre 2016, il a été annoncé que le grand public serait également autorisé à voter. Chaque groupe ont contribué pour 25 % de l'ensemble des suffrages.
La cérémonie a été présentée par Eva Longoria et Marco Schreyl.

## Les nommés et les lauréats

### The Best, Joueur de la FIFA
Le Comité de Football a fait une liste de 23 joueurs masculins pour ce prix.
Les 23 candidats ont été annoncés le 4 novembre. Les trois finalistes ont été annoncés le 1er décembre 2016.
Cristiano Ronaldo a remporté le prix avec près de 35 % des voix. 
| Rang             | Nom                | Club              | Équipe nationale | Pourcentage    |
| Les finalistes   | Les finalistes     | Les finalistes    | Les finalistes   | Les finalistes |
| ---------------- | ------------------ | ----------------- | ---------------- | -------------- |
| 1                | Cristiano Ronaldo  | Real Madrid       | Portugal         | 34,54 %        |
| 2                | Lionel Messi       | FC Barcelone      | Argentine        | 26,42 %        |
| 3                | Antoine Griezmann  | Atlético Madrid   | France           | 7,53 %         |
| Autres candidats |                    |                   |                  |                |
| 4                | Neymar             | FC Barcelone      | Brésil           | 6,23 %         |
| 5                | Luis Suárez        | FC Barcelone      | Uruguay          | 5,11 %         |
| 6                | Gareth Bale        | Real Madrid       | Pays de Galles   | 4,62 %         |
| 7                | Riyad Mahrez       | Leicester City    | Algérie          | 2,20 %         |
| 8                | Gianluigi Buffon   | Juventus          | Italie           | 1,85 %         |
| 9                | Andrés Iniesta     | FC Barcelone      | Espagne          | 1,69 %         |
| 10               | Toni Kroos         | Real Madrid       | Allemagne        | 1,25 %         |
| 11               | Alexis Sánchez     | Arsenal           | Chili            | 1,19 %         |
| 12               | Robert Lewandowski | Bayern Munich     | Pologne          | 0,93 %         |
| 13               | Luka Modrić        | Real Madrid       | Croatie          | 0,89 %         |
| 14               | Mesut Özil         | Arsenal           | Allemagne        | 0,86 %         |
| 15               | Jamie Vardy        | Leicester City    | Angleterre       | 0,81 %         |
| 16               | Manuel Neuer       | Bayern Munich     | Allemagne        | 0,80 %         |
| 17               | Sergio Ramos       | Real Madrid       | Espagne          | 0,70 %         |
| 18               | Zlatan Ibrahimović | Manchester United | Suède            | 0,50 %         |
| 19               | Paul Pogba         | Manchester United | France           | 0,47 %         |
| 20               | Kevin De Bruyne    | Manchester City   | Belgique         | 0,46 %         |
| 21               | N'Golo Kanté       | Leicester City    | France           | 0,40 %         |
| 22               | Sergio Agüero      | Manchester City   | Argentine        | 0,38 %         |
| 23               | Dimitri Payet      | West Ham United   | France           | 0,17 %         |

### The Best, joueuse de la FIFA
| Rang              | Nom                | Club            | Équipe nationale | Pourcentage |
| Finalistes        | Finalistes         | Finalistes      | Finalistes       | Finalistes  |
| ----------------- | ------------------ | --------------- | ---------------- | ----------- |
| 1                 | Carli Lloyd        | Houston Dash    | États-Unis       | 20,68 %     |
| 2                 | Marta              | FC Rosengård    | Brésil           | 16,60 %     |
| 3                 | Melanie Behringer  | Bayern Munich   | Allemagne        | 12,34 %     |
| Autres candidates |                    |                 |                  |             |
| 4                 | Dzsenifer Marozsán |                 | Allemagne        | 11,68 %     |
| 5                 | Sara Däbritz       | Bayern Munich   | Allemagne        | 8,19 %      |
| 6                 | Saki Kumagai       | Lyon            | Japon            | 6,94 %      |
| 7                 | Lotta Schelin      | Lyon            | Suède            | 6,58 %      |
| 8                 | Christine Sinclair | Portland Thorns | Canada           | 5,99 %      |
| 9                 | Amandine Henry     | Portland Thorns | France           | 5,96 %      |
| 10                | Camille Abily      | Lyon            | France           | 5,04 %      |

### The Best, Entraîneur (H) de la FIFA
Le Comité de Football a fait une liste de 10 entraîneurs de football pour le prix.
10 candidats ont été annoncés le 2 novembre. Les trois finalistes ont été annoncés en décembre 2016.
Claudio Ranieri a remporté le prix avec plus de 22 % des voix.
| Rang             | Nom                 | Équipe            | Pourcentage |
| Finalistes       | Finalistes          | Finalistes        | Finalistes  |
| ---------------- | ------------------- | ----------------- | ----------- |
| 1                | Claudio Ranieri     | Leicester City    | 22,06 %     |
| 2                | Zinedine Zidane     | Real Madrid       | 16,56 %     |
| 3                | Fernando Santos     | Portugal          | 16,24 %     |
| Autres candidats |                     |                   |             |
| 4                | Diego Simeone       | Atlético Madrid   | 12,98 %     |
| 5                | Pep Guardiola       | Manchester City   | 11,13 %     |
| 6                | Luis Enrique        | FC Barcelone      | 8,32 %      |
| 7                | Jürgen Klopp        | Liverpool         | 7,71 %      |
| 8                | Didier Deschamps    | France            | 1,97 %      |
| 9                | Chris Coleman       | Pays de Galles    | 1,82 %      |
| 10               | Mauricio Pochettino | Tottenham Hotspur | 1,21 %      |

### The Best, Entraîneur (F) de la FIFA
La Commission du Football féminin a fait une liste des 10 entraîneurs de football féminin pour ce prix.
10 candidats ont été annoncés le 1er novembre. Les trois finalistes ont été annoncés le 2 décembre 2016.
Silvia Neid a remporté le prix avec près de 30 % des voix.
| Rang              | Nom                      | Équipe         | Pourcentage |
| Finalistes        | Finalistes               | Finalistes     | Finalistes  |
| ----------------- | ------------------------ | -------------- | ----------- |
| 1                 | Silvia Neid              | Allemagne      | 29,99 %     |
| 2                 | Jill Ellis               | États-Unis     | 16,68 %     |
| 3                 | Pia Sundhage             | Suède          | 16,47 %     |
| Autres candidates |                          |                |             |
| 4                 | John Herdman             | Canada         | 7,85 %      |
| 5                 | Gérard Prêcheur          | Lyon           | 7,26 %      |
| 6                 | Vadão                    | Brésil         | 6,00 %      |
| 7                 | Martina Voss-Tecklenburg | Suisse         | 4,07 %      |
| 8                 | Vera Pauw                | Afrique du Sud | 3,99 %      |
| 9                 | Thomas Wörle             | Bayern Munich  | 3,96 %      |
| 10                | Philippe Bergeroo        | France         | 3,73 %      |

### Le Prix du Fair Play de la FIFA
Le club comlombien Atlético Nacional a remporté le prix en raison de leur geste avec la CONMEBOL de donner la Copa Sudamericana au club brésilien Chapecoense à la suite du Vol 2933 LaMia, qui a causé la mort de 19 joueurs et 23 membres du personnel du club Brésilien.
| Gagnant           |
| ----------------- |
| Atlético Nacional |

### Le Prix FIFA pour une Carrière Exceptionnelle
Brésilien de futsal joueur Falcão a remporté le prix pour ses 27 années de contribution au sport.
| Joueur | Raison                                             |
| ------ | -------------------------------------------------- |
| Falcão | À la suite de sa remarquable contribution au sport |

### La FIFA Puskas Award
La liste des candidats a été annoncée le 21 novembre 2016. Les trois finalistes ont été annoncés le 2 décembre 2016.
Mohd Faiz Subri a remporté le prix avec plus de 59 % des voix.
| Rang             | Joueur             | Match                           | Compétition                                                | Date             | Pourcentage |            |
| Finalistes       | Finalistes         | Finalistes                      | Finalistes                                                 | Finalistes       | Finalistes  | Finalistes |
| ---------------- | ------------------ | ------------------------------- | ---------------------------------------------------------- | ---------------- | ----------- | ---------- |
| 1                | Mohd Faiz Subri    | Penang – Pahang                 | Malaysia Super League 2016                                 | 16 février 2016  | 59,46 %     |            |
| 2                | Marlone            | Corinthians – Cobresal          | Copa Libertadores 2016                                     | 21 avril 2016    | 22,86 %     |            |
| 3                | Daniuska Rodríguez | Venezuela – Colombie            | 2016 South American Under-17 Women's Football Championship | 14 mars 2016     | 10,01 %     |            |
| Autres candidats |                    |                                 |                                                            |                  |             |            |
| 4                | Mario Gaspar       | Espagne – Angleterre            | Match amical                                               | 13 novembre 2015 | 7,68 %      |            |
| 5                | Hlompho Kekana     | Cameroon – Afrique du Sud       | Coupe d'Afrique des nations 2017                           | 26 mars 2016     | 7,68 %      |            |
| 6                | Lionel Messi       | USA – Argentine                 | Copa América Centenario                                    | 21 juin 2016     | 7,68 %      |            |
| 7                | Neymar             | FC Barcelone – Villarreal       | La Liga 2015-2016                                          | 8 novembre 2015  | 7,68 %      |            |
| 8                | Saúl Ñíguez        | Atlético Madrid – Bayern Munich | Ligue des champions de l'UEFA 2015-2016                    | 27 avril 2016    | 7,68 %      |            |
| 9                | Hal Robson-Kanu    | Pays de Galles – Belgique       | UEFA Euro 2016                                             | 1 July 2016      | 7,68 %      |            |
| 10               | Simon Skrabb       | Gefle IF – Åtvidabergs FF       | Allsvenskan 2015                                           | 31 octobre 2015  | 7,68 %      |            |

### La Prix FIFA des fans
Les 3 nominés ont été annoncés le 9 décembre 2016. C'était la première fois que ce prix a été remis.
Le Borussia Dortmund et Liverpool ont remporté le prix avec près de 46 % des voix.
| Rang | Les Fans                                           | Match                         | Compétition            | Date              | Pourcentage |
| ---- | -------------------------------------------------- | ----------------------------- | ---------------------- | ----------------- | ----------- |
| 1    | Supporters du Le Borussia Dortmund et de Liverpool | Liverpool – Borussia Dortmund | Ligue Europa 2015-2016 | 14 avril 2016     | 45,92 %     |
| 2    | Supporters de l'Islande                            | France – Islande              | UEFA Euro 2016         | 3 juillet 2016    | 31,37 %     |
| 3    | Supporters d'ADO Den Haag                          | Feyenoord – ADO Den Haag      | Eredivisie 2016-2017   | 11 septembre 2016 | 22,71 %     |

### La FIFA FIFPro World11
55 le joueur de la liste de présélection a été annoncé le 1er décembre 2016. Raymond Beaard, « Nine new faces on World 11 shortlist - FIFPro World Players' Union », sur FIFPro World Players' Union, 1er décembre 2016
Les joueurs choisis inclus Manuel Neuer comme gardien de but, Dani Alves, Gerard Piqué, Sergio Ramos et Marcelo en tant que défenseurs, Luka Modrić, Toni Kroos, et Andrés Iniesta en tant que milieux de terrain, et Lionel Messi, Luis Suárez, et Cristiano Ronaldo comme attaquant.
9 des 11 joueurs ont joué en Liga.
| Nom               | Club          |
| Gardiens          | Gardiens      |
| ----------------- | ------------- |
| Manuel Neuer      | Bayern Munich |
| Défenseurs        |               |
| Dani Alves        |               |
| Gerard Piqué      | FC Barcelone  |
| Sergio Ramos      | Real Madrid   |
| Marcelo           | Real Madrid   |
| Milieux           |               |
| Luka Modrić       | Real Madrid   |
| Toni Kroos        | Real Madrid   |
| Andrés Iniesta    | FC Barcelone  |
| Attaquants        |               |
| Lionel Messi      | FC Barcelone  |
| Luis Suárez       | FC Barcelone  |
| Cristiano Ronaldo | Real Madrid   |

| Nom                | Club                                      |
| Gardiens           | Gardiens                                  |
| ------------------ | ----------------------------------------- |
| Claudio Bravo      | Manchester City                           |
| Gianluigi Buffon   | Juventus                                  |
| David de Gea       | Manchester United                         |
| Keylor Navas       | Real Madrid                               |
| Défenseurs         |                                           |
| David Alaba        | Bayern Munich                             |
| Jordi Alba         | Barcelona                                 |
| Serge Aurier       | Paris Saint-Germain                       |
| Héctor Bellerín    | Arsenal                                   |
| Jérôme Boateng     | Bayern Munich                             |
| Leonardo Bonucci   | Juventus                                  |
| Dani Carvajal      | Real Madrid                               |
| Giorgio Chiellini  | Juventus                                  |
| David Luiz         | Chelsea                                   |
| Diego Godín        | Atlético Madrid                           |
| Mats Hummels       | Borussia Dortmund                         |
| Philipp Lahm       | Bayern Munich                             |
| Javier Mascherano  | FC Barcelone                              |
| Pepe               | Real Madrid                               |
| Thiago Silva       | Paris Saint-Germain                       |
| Raphaël Varane     | Real Madrid                               |
| Milieux            |                                           |
| Xabi Alonso        | Bayern Munich                             |
| Sergio Busquets    | FC Barcelone                              |
| Kevin De Bruyne    | Manchester City                           |
| Eden Hazard        | Chelsea                                   |
| N'Golo Kanté       | Leicester City                            |
| Mesut Özil         | Arsenal                                   |
| Dimitri Payet      | West Ham United                           |
| Paul Pogba         | Juventus                                  |
| Ivan Rakitić       | FC Barcelone                              |
| David Silva        | Manchester City                           |
| Marco Verratti     | Paris Saint-Germain                       |
| Arturo Vidal       | Bayern Munich                             |
| Attaquants         |                                           |
| Sergio Agüero      | Manchester City                           |
| Gareth Bale        | Real Madrid                               |
| Karim Benzema      | Real Madrid                               |
| Paulo Dybala       | Juventus                                  |
| Antoine Griezmann  | Atlético Madrid                           |
| Gonzalo Higuaín    | - SSC Napoli - Juventus                   |
| Zlatan Ibrahimović | - Paris Saint-Germain - Manchester United |
| Robert Lewandowski | Bayern Munich                             |
| Thomas Müller      | Bayern Munich                             |
| Neymar             | Barcelona                                 |
| Alexis Sánchez     | Arsenal                                   |
| Jamie Vardy        | Leicester City                            |